# Kostenki
Kostenki är en boplats från yngre paleoliticum i Donbäckenet i södra Ryssland (ca 40 000 – 15 000 f. Kr.) och är känt för en hög koncentration av kulturlämningar av anatomiskt moderna människor från denna tiden.
Ett lager av vulkanisk aska från ca 40.000 år sedan har täckt några av fynden, som visar att "okända människor" bebodde platsen före vulkanutbrottet i Phlegraeanfälten. De tidigaste direkt daterade mänskliga kvarlevorna från plats är daterade till 32.600 ± 1.100 f. Kr. och består av skenben och vadben, med egenskaper som klassificerar benen till europeiska tidiga människor.
Särskilt viktiga är fynden av s. k. ”venusstatyetter”. Dessa fruktbarhetsgudinnor med fylliga bröst och kraftiga höfter förekommer i ett bälte från Frankrike i väster till Kastenki i öster. De är bland de tidigaste exemplen paleolitisk konst tillsammans med naturalistiska djurfigurer av sten och ben, i Kostenki bl. a. mammut, lejon, björn och varg.